# Pelog

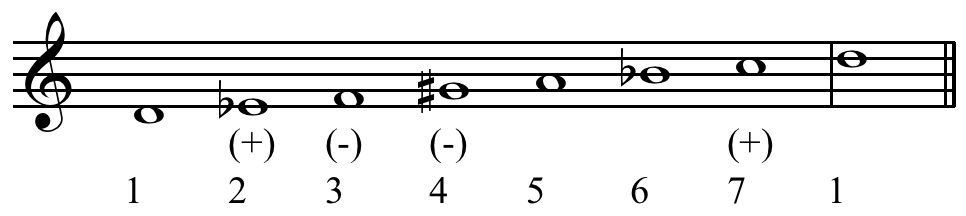
Aproximación de Pelog a la notación occidental.

El pelog es una de las dos escalas de la música de gamelan nativa de Bali y Java, en Indonesia. En javanés, el término se dice ser una variante de la palabra pelag que significa "bien" o "bonito". La otra escala, más antigua, generalmente utilizada se llama slendro. Pelog tiene siete notas, pero muchos conjuntos de gamelan solo tienen teclas para cinco de los tonos. Incluso en conjuntos que incluyen las siete notas, muchas piezas solo utilizan un subconjunto de cinco notas.

## Afinación
Ya que la afinación varía tan ampliamente de isla a isla, pueblo a pueblo, e incluso entre gamelanes, es difícil de describir en términos de intervalos. Una aproximación estimada expresa los siete tonos de la pelog de Java Central como subconjunto de 9 tonos de temperamento igual. Un análisis de 27 gamelanes de Java Central por Surjodiningrat (1972) reveló una preferencia estadística para este sistema de afinación.
Así como en slendro, aunque los intervalos varían de un gamelán a otro, los intervalos entre las notas de una escala están muy cerca a ser idénticos en los distintos instrumentos dentro del mismo gamelan Javanés. Este no es el caso en Bali, donde los instrumentos se tocan en parejas que están afinadas ligeramente separadas entre sí para producir batimiento. El latido está a una velocidad constante ideal para todas las parejas de notas en todos los registros. Esto contribuye al sonido "agitado" y "brillante" de los conjuntos de gamelan. En las ceremonias religiosas que contienen gamelan, estos batimentos tienen el propósito de dar al oyente una sensación de la presencia de dios o un paso a un estado meditativo.

## Nombres de las notas en Java
Las notas de la escala slendro pueden ser designadas de diferentes maneras; en Java, una forma común es el uso de números (a menudo llamados por sus nombres en javanés, especialmente de forma abreviada). Un conjunto más antiguo utiliza nombres derivados de partes del cuerpo. Observe que ambos sistemas tienen las mismas designaciones para 5 y 6.
| Número | Número javanés | Número javanés | Nombre tradicional | Nombre tradicional  |
|        | Nombre entero  | Nombre corto   | Nombre entero      | Significado literal |
| ------ | -------------- | -------------- | ------------------ | ------------------- |
| 1      | siji           | ji             | bem                | cabeza              |
| 2      | loro           | ro             | gulu               | cuello              |
| 3      | telu           | lu             | dhadha             | pecho               |
| 4      | papat          | pat            | papat              | cuatro              |
| 5      | lima           | ma             | lima               | cinco               |
| 6      | enem           | nem            | nem                | seis                |
| 7      | pitu           | pi             | barang             | cosa                |

## Subconjuntos

### Java

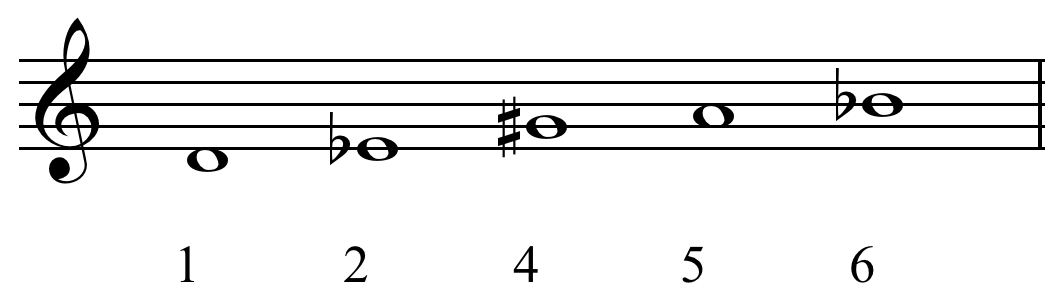
Pelog bem.

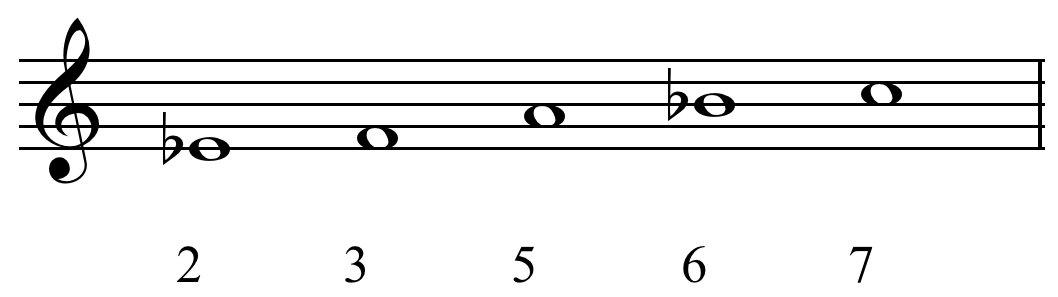
Pelog barang.

A pesar de que la escala pelog entera tiene siete tonos, normalmente solo se utiliza un subconjunto de cinco tonos (vea el concepto similar occidental de modo). De hecho, a muchos instrumentos de gamelan carecen físicamente teclas para dos de los tonos. Diferentes regiones, tales como Java Central o Java Occidental (Sunda), utilizan diferentes subconjuntos. En el gamelan javanés central, la escala pelog se divide tradicionalmente en tres pathet (modos). Dos de estos, llamados pathet nem y pathet lima, utilizan el subconjunto de 1, 2, 3, 5, y 6; el tercero, pathet barang, utiliza 2, 3, 5, 6, y 7. Las dos notas restantes, incluyendo 4 en cada pathet, están disponibles para adornarlas en la mayoría de los instrumentos, aunque no suelen aparecer en el gender, gambang, o instrumento interpunctuado.
| Pelog degung sondanés | Pathet lima javanés |
| 1 (da)                | 6                   |
| 2 (mi)                | 5                   |
| 3 (na)                | 3                   |
| 4 (ti)                | 2                   |
| 5 (la)                | 1                   |

### Bali
En Bali, los siete tonos se utilizan en gamelan semar pegulingan y gamelan gambuh. Todos los siete tonos rara vez son escuchados en una sola composición tradicional. Como en Java, se usan modos de cinco tonos. Hay tres modos, selisir, tembung y sunaren. Los instrumentos Gamelán gong kebyar tienen cinco teclas en el modo pelog selisir (que se escucha en el audio del ejemplo de arriba). A diferencia de Java, solo hay cinco nombres para las notas, y los mismos cinco nombres se utilizan en los tres modos. Todos los modos empiezan en la nota denominada ding, y después continúan ascendiendo en la escala a dong, deng, dung y dang. Esto significa que el mismo tono tendrá un nombre diferente en un modo diferente. Los modos están distribuidos de la siguiente manera:
|      | Modos balineses | Modos balineses | Modos balineses |
| Tono | Selisir         | Tembung         | Sunaren         |
| ---- | --------------- | --------------- | --------------- |
| 1    | ding            | dung            | —               |
| 2    | dong            | dang            | dung            |
| 3    | deng            | —               | dang            |
| 4    | —               | ding            | —               |
| 5    | dung            | dong            | ding            |
| 6    | dang            | deng            | dong            |
| 7    | —               | —               | deng            |